# Нагірна проповідь

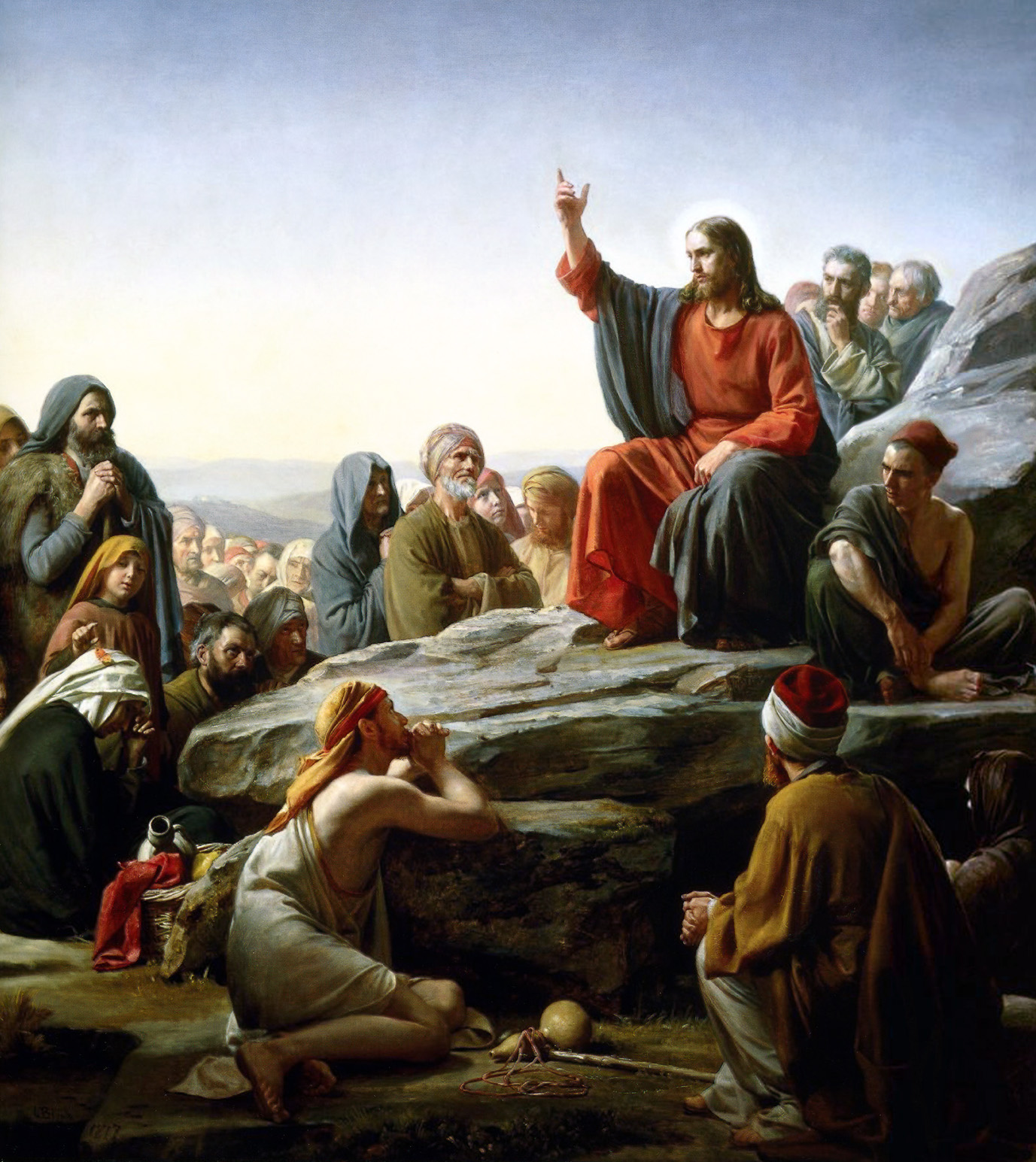
Нагірна проповідь Ісуса Христа
Картина Карла Блоха

Нагі́рна про́повідь — серія повчань Ісуса Христа, які записані в 5, 6 і 7 главах Євангелія від Матвія і містять основні елементи його морального вчення.
Згідно з Євангелієм від Матвія, Ісус виголосив ці свої повчання на схилі певної неназваної гори і скерував їх до своїх учнів та до великої юрби народу.
Найвідомішими частинами нагірної проповіді є блаженства, молитва «Отче наш», заповіді не противитися злу насильством та не судити ближніх.
Нагірна проповідь впроваджує суворі етичні принципи, часто загострюючи і поглиблюючи моральні закони, які існували перед тим. Наприклад, не лише «не вбивай», але й «не гнівайся», «помирися з братом» (Мт. 5:21–26), не лише «не чужолож», але й «не дивись з пожаданням на жінку ближнього свого» (Мт. 5:27–30). 

## Походження тексту проповіді
Ті, що приймають давню церковну традицію, що саме апостол Матвій є автором однойменного Євангелія, вважають, що нагірна проповідь є дійсними словами Ісуса, записаними євангелістом.
Деякі сучасні біблеїсти[джерело?] ставлять під сумнів походження Євангелія від Матвія і, відповідно, нагірної проповіді як його частини. Багато з них вважає, що нагірна проповідь не була виголошена так, як подає її євангеліст Матвій, а є вона композицією з різних висловлювань Ісуса, більша частина з яких походить з так званого гіпотетичного джерела Q, яким користувалися євангелісти Матвій і Лука. Євангеліє від Луки, на думку цих науковців, достовірніше передає контекст і порядок висловлювань Ісуса. Проте така точка зору є цілком суб'єктивною, не підкріпленою переконливими аргументами, а породженою упередженим ставленням до християнства, зокрема, до Ісуса Христа.

## Місце і час виголошення проповіді
Згідно з традицією, нагірна проповідь була виголошена близько 30 р. н. е. на північному узбережжі Генезаретського озера, неподалік Капернаума, на пагорбі, який зараз називають горою Блаженств. У 1936—1938 роках на горі Блаженств, неподалік від Табхи, за проектом Антоніо Барлуцці збудовано Церкву Блаженств з мозаїками з IV–VI ст., що свідчить про давню традицію цього місця.

## Структура проповіді
- Вступ (Мт. 5:1–2) — велика юрба народу збирається заради Ісуса, який оздоровляв недужих. Тоді він зійшов на гору і почав навчати зібраний народ.
- Заповіді блаженства (Мт. 5:3–12).
- Метафори «Ви сіль землі» і «Ви світло світу» (Мт. 5:13–16).
- Пояснення, реінтерпретація і поглиблення Мойсеєвого закону, подані у формі антитез: «Ви чули, що було сказано… А я кажу вам…» (Мт. 5:17–48).
- Засудження здійснення напоказ добрих діл посту, милостині і молитви. Заклик не турбуватися про матеріальні справи, а шукати «найперш Царства Божого й правди Його» (Мт. 6:33).
- У рамках цієї частини проповіді міститься т. зв. Молитва Господня («Отче наш») (Мт. 6:7–15) як приклад правильної молитви.
- Заклик не судити інших (Мт. 7:1–6).
- Бесіда про святість, підсумок усієї проповіді, пересторога перед лжепророками, звернення уваги на важкість сповнення добрих вчинків (Мт. 7:7–29)

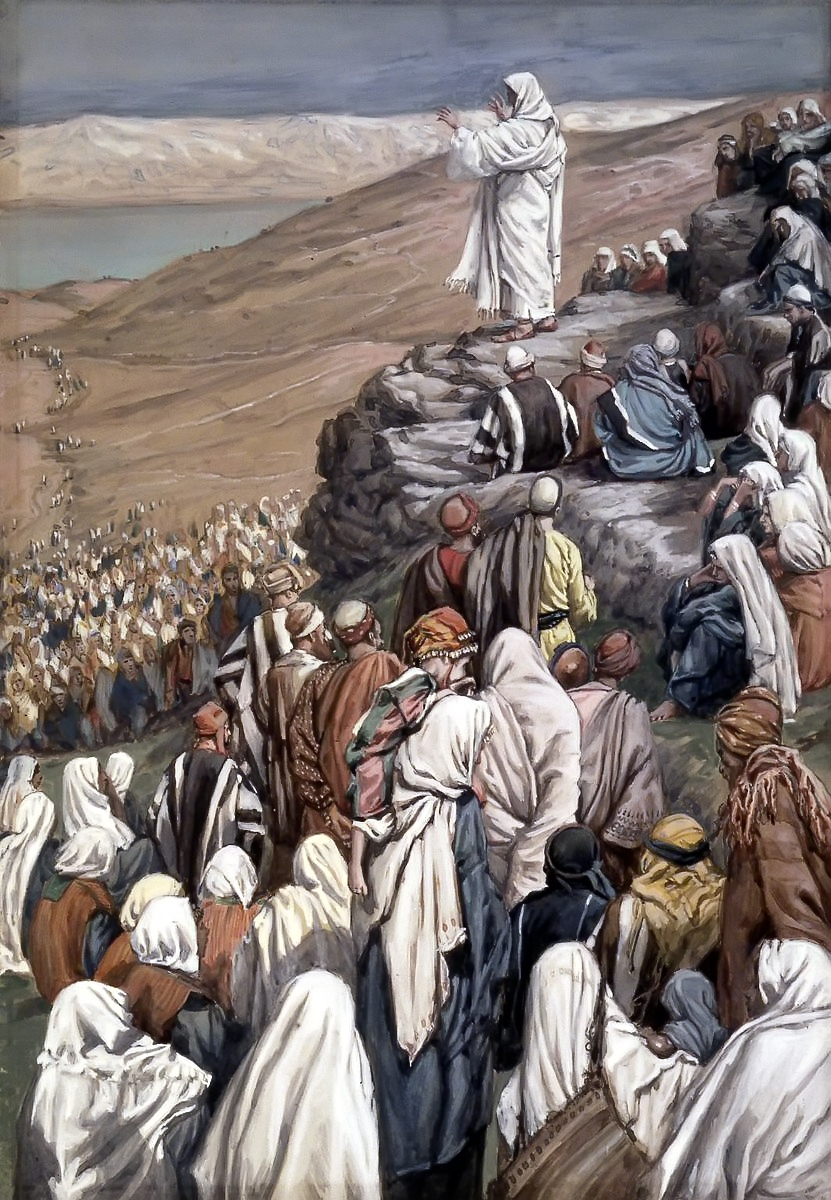
The Sermon of the Beatitudes (~1886-96) by James Tissot from the series The Life of Christ, Brooklyn Museum
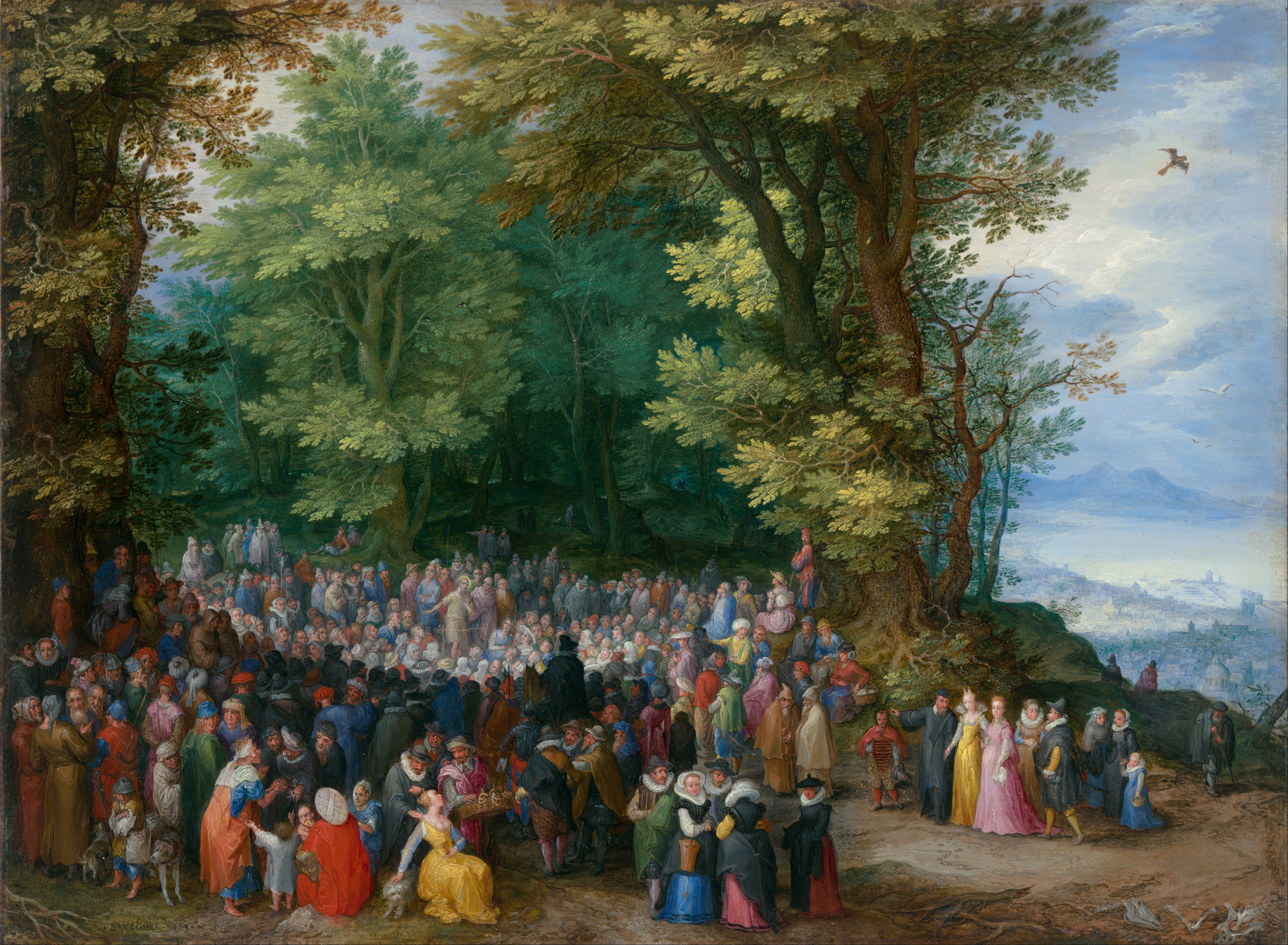
Нагірна Проповідь (1598) Пітер Брейгель старший
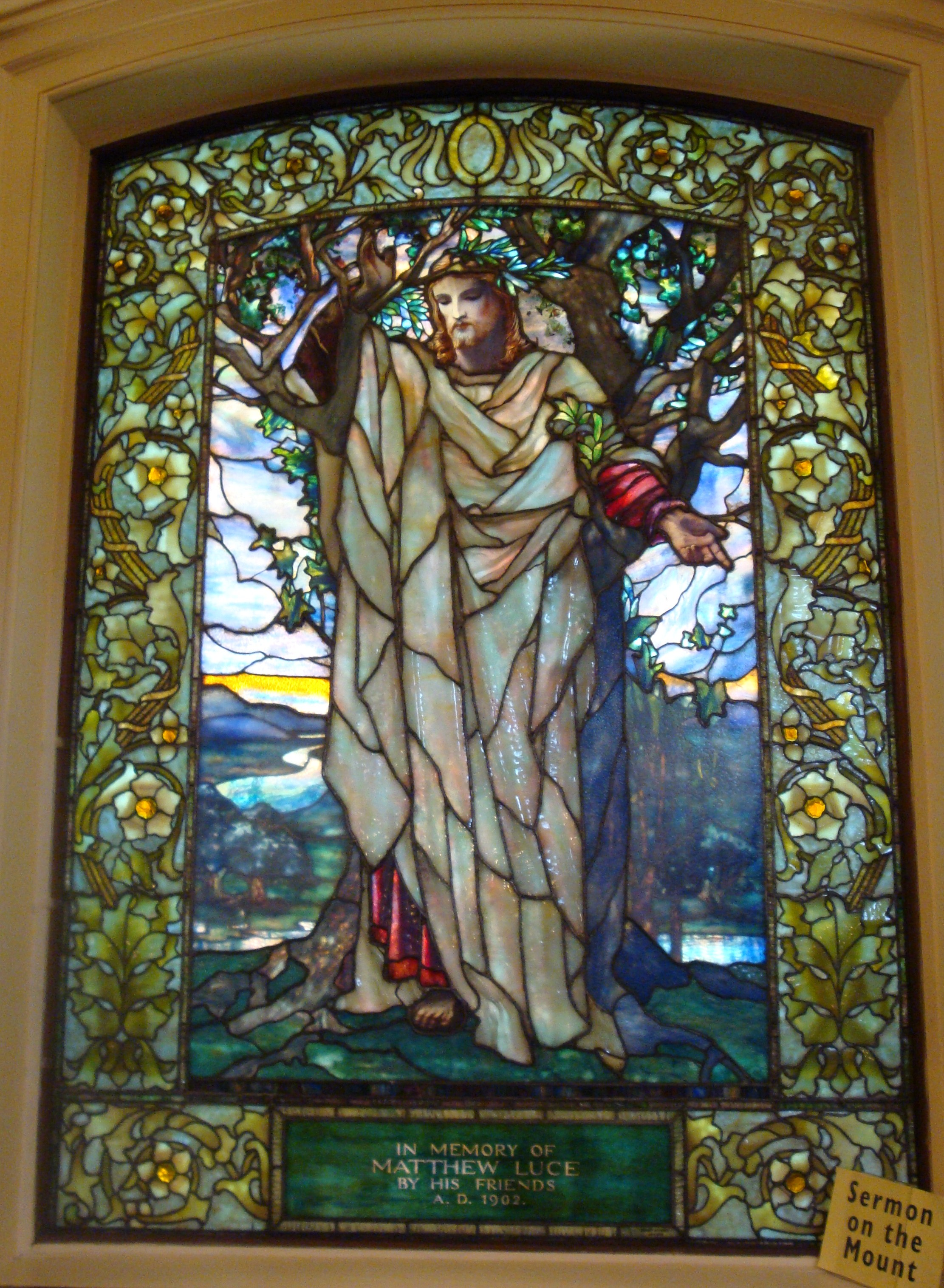
Деталь вітража, створеного Луїсом Комфортом Тіффані в церкві на Арлінгтон-стріт (Бостон, США), із зображенням Нагірної проповіді

## Інтерпретація
У біблеїстиці та у християнстві існують різні способи інтерпретації нагірної проповіді:
- Проповідь містить елементи важкі до виконання, проте вони все ж таки є обов'язковими до виконання для всіх вірних. Для сповнення цих наказів необхідною є Божа благодать, котру всі люди отримали через спасіння, яке приніс Ісус. Це найчастіша сучасна католицька і православна інтерпретація.
- Проповідь скерована виключно до Христових учнів, а не до всіх людей. Тільки еліта досконалих людей — наступників учнів — спроможна виконати моральні принципи, що містяться в проповіді. Вже св. Августин вважав, що проповідь становить «perfectus vitae christianae modus», тобто досконалий спосіб християнського життя. Таку інтерпретацію приймала частина католицьких екзегетів, особливо після Тридентського собору 1545.
- Накази нагірної проповіді неможливі до виконання, оскільки лише Ісус міг їх повністю виконати. Проповідь має на меті вказати людям їхню недосконалість, спонукати їх до покаяння і очікування спасіння виключно від Бога. Таку інтерпретацію пропонував Мартін Лютер, а за ним і більшість протестантських Церков.
- Проповідь містить етику тимчасового стану (т. зв. Interimsethik) і вказівки, призначені виключно на період близького кінця світу. Їх виконання є нагодою до здійснення для Бога покутних вчинків. Оскільки кінець світу не настав, то етика нагірної проповіді втратила своє первісне значення. Таке бачення властиве критичній біблеїстиці, заснованій на атеїзмі.

### Православні і католицькі матеріали
- Александр (Милеант), епископ. Нагорная Проповедь(рос.)
- Феофилакт Болгарский, Толкование Евангелие от Матфея (глава 5)(рос.)
- Augustine: On the Sermon on the Mount [Архівовано 5 грудня 2008 у Wayback Machine.](англ.)

### Матеріали кальвіністів
- Толкование Нагорной проповеди [Архівовано 23 травня 2011 у Wayback Machine.](рос.)
- Подробное толкование Нагорной проповеди. Библия учит справедливому воздаянию, а не уступчивости [Архівовано 23 травня 2011 у Wayback Machine.](рос.)